# 1992학년도 후기 대입학력고사 문제지 유출 사건
1992학년도 후기 대입학력고사 문제지 유출 사건은 1992년 초에 있었던 시험 문제 유출 사건이다.

## 개요
1992학년도 후기 대입학력고사를 하루 앞둔 1992년 1월 21일 서울신학대학교에서 보관중인 학력고사 문제지 포장 박스 겉면이 뜯겨져 있는 것을 경비원이 발견하여 경찰에 신고했다. 경찰 조사 결과 문제지가 각 교시별로 한 부씩 없어진 것이 확인되었고, 이에 교육부에서는 부랴부랴 전국 각 대학에서 보관 중인 문제지를 긴급 회수하여 파기하는 한편, 1월 22일로 예정되어 있던 후기 대입 학력고사를 2월 10일로 연기했다. 이 사건으로 21일로 예정된 예비소집을 위해 올라와 있던 수험생들은 헛걸음을 치고 되돌아가야 했고, 22일 학력고사 실시와 함께 연금 상태에서 풀려날 예정이었던 학력고사 출제위원들은 20일을 더 붙잡혀서 문제를 다시 출제해야 했다. 결국 많은 수험생들 및 출제 위원들은 2월 2일~2월 5일로 이어지는 구정 연휴에도 쉬지 못하고 수험 공부 및 문제 출제에 매달려야 했고, 후기대 입시 관계자들 역시 합격자 발표 예정일인 2월 15일까지 불과 5일 안에 입학 사정을 끝마치고 합격자를 발표해야 했기에 바쁘게 움직여야 했다. 또한 전문대 입시도 예정된 2월 19일에서 1주일 연기되는 바람에 전문대 입시 관계자들도 불과 3일이라는 촉박한 시간 안에 입학 사정을 마무리해야 했다. 덤으로 많은 대학들이 편입학 시험을 취소, 연기해야 했다. 한편 이 사건의 여파로 당시 교육부 장관 윤형섭이 경질되고, 후임으로 조완규 당시 서울대 총장이 임명되었다. 경찰 수사 결과 범인은 당시 야간 당직을 맡고 있던 경비원으로 밝혀졌다. 해당 경비원은 평소 알고 지내던 교회 집사의 딸이 장학금을 받고 입학할 수 있도록 도울 생각으로 이런 범행을 저질렀다고 한다. 그러나 정작 시험지를 해당 수험생에게 전달하지 않고 바로 불태워 버렸다고 한다.